# Конфедерация на труда „Подкрепа“
Конфедерацията на труда „Подкрепа“, съкратено КТ „Подкрепа“, е синдикално сдружение в България.
Наброява над 150 000 членове, обединени в 36 регионални синдикални съюза, 30 федерации и национални синдиката и 4 асоциирани организации.

## История
Независимият синдикат „Подкрепа“ е основан първоначално като сдружение, поставящо си за цел защита на авторските права и интелектуалната собственост на художниците и научните работници.
Създаден е по идея на д-р К. Тренчев и поета Петър Манолов на 8 февруари 1989 г., от няколко учредители: Константин Тренчев, Пламен Даракчиев, Диана и Димитър Бояджиеви – художници от Пловдив, Кояна Иванова, Николай Колев - Босия и др.

## Ръководство
От 1994 г. до 2015 г. президент на КТ „Подкрепа“ е Константин Тренчев, а вицепрезидент е Димитър Манолов – член на „Подкрепа“ от 1989 г. и основател, а впоследствие и председател на Синдиката на строителите.
На Деветия редовен конгрес на КТ „Подкрепа“ през 2015 г. за президент на синдиката е избран Димитър Манолов, а за вицепрезидент – Иоанис Партениотис. Константин Тренчев е избран за почетен президент на синдиката.